# Južna lokalna superpraznina
Južna lokalna superpraznina je strahovito velik, gotovo prazan međugalaktički prostor (praznina). 
Leži pokraj mjesnog superskupa, koji sadrži našu galaksiju Mliječni put. Središte ove praznine udaljeno je 96 megaparseka, a praznina je na svom najužem dijelu široka 112 megaparseka. Njezin volumen je približno 600 milijarda puta veći od volumena Mliječnog puta. 

## Poveznice
- Popis najvećih struktura u svemiru